# چینفا کان
چینفا کان (انگلیسی: Chinfa Kan؛ زادهٔ ۲۴ ژوئن ۱۹۵۳) موسیقی‌دان اهل کره است. وی از سال ۱۹۷۹ میلادی تاکنون مشغول فعالیت بوده‌است.